# Эгмонт (Бетховен)
«Эгмонт» — музыка Л. ван Бетховена к одноимённой трагедии И. В. Гёте. Была закончена композитором три года спустя после создания Пятой симфонии, в 1810 году.

## История создания
Заказ на музыку к «Эгмонту» от директора венских придворных театров Йозефа Хартля фон Луксенштейна Бетховен получил осенью 1809 года. Сама идея постановки трагедии И. В. Гёте, опубликованной ещё в 1788 году, была подсказана актуальными событиями: в начале мая 1809 года французская армия, возглавляемая Наполеоном, быстро приближалась к Вене. Императорская семья и двор покинули город, и 12 мая, после всего лишь двухдневной осады, столица Австрийской империи капитулировала.

## Сюжет

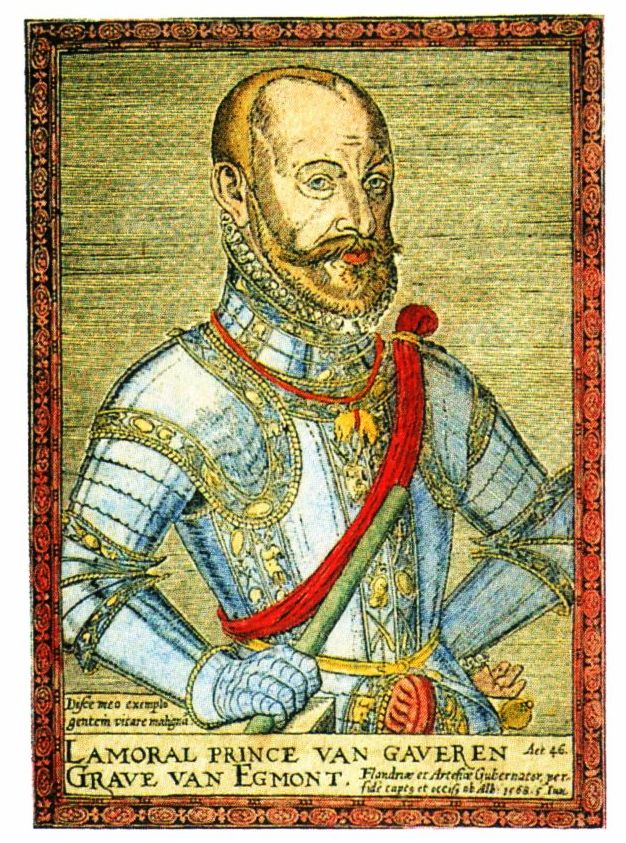
Ламораль, 4-й граф Эгмонт.

События, описанные в пьесе Гёте, происходят в XVI веке. Нидерландский народ восстает против владычества испанцев. Возглавляет восстание граф Эгмонт, который вскоре погибнет, но народ всё равно победит и добьётся независимости.